# Clorit (anion)

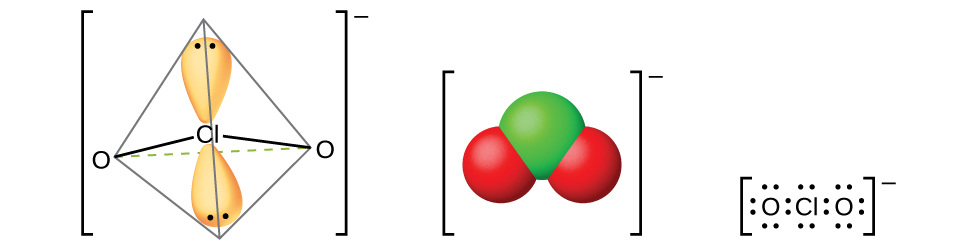
Structura anionului clorit

Acest articol se referă la un anion și sărurile asociate. Pentru alte sensuri, vezi Clorit (dezambiguizare).
Cloritul este anionul provenit de la acidul cloros și are formula ClO2–, astfel că atomul central de clor are numărul de oxidare +3. Cloriții sunt compușii chimici ionici care conțin anionul clorit, fiind sărurile cu metale ale acidului cloros (de exemplu, clorit de potasiu KClO2 sau clorit de sodiu NaClO2).

## Compuși
Acidul cloros liber (HClO2) este cel mai puțin stabil oxoacid al clorului și există doar în soluții apoase diluate; din acestă cauză, nu există ca produs comercial. Sărurile sale cu metale alcaline și alcalino-pământoase sunt fie incolore, fie au culoarea galben deschis; cloritul de sodiu (NaClO2) este singurul produs comercial. Cloriții metalelor grele (Ag+, Hg+, Tl+, Pb2+), precum și cei ai cuprului și amoniului sunt instabili și explodează la încălzire sau șoc mecanic.
Cloritul de sodiu derivă indirect din cloratul de sodiu, NaClO3. Într-o primă etapă, prin reducerea cloratului de sodiu într-o soluție puternic acidă cu un agent reducător (de exemplu dioxid de sulf, acid clorhidric etc.) se formează dioxidul de clor (ClO2), un gaz exploziv incolor. 

## Structură și proprietăți
Geometria ionului clorit este aceea de tetraedru deformat, datorată efectului de respingere dintre perechile de electroni neîmperechiați, cu un unghi O–Cl–O de 111° și o lungime a legăturii Cl–O de 1,56 Å. În baza potențialului de semielectrod, ionul clorit este cel mai puternic agent oxidant dintre oxoacizii clorului.

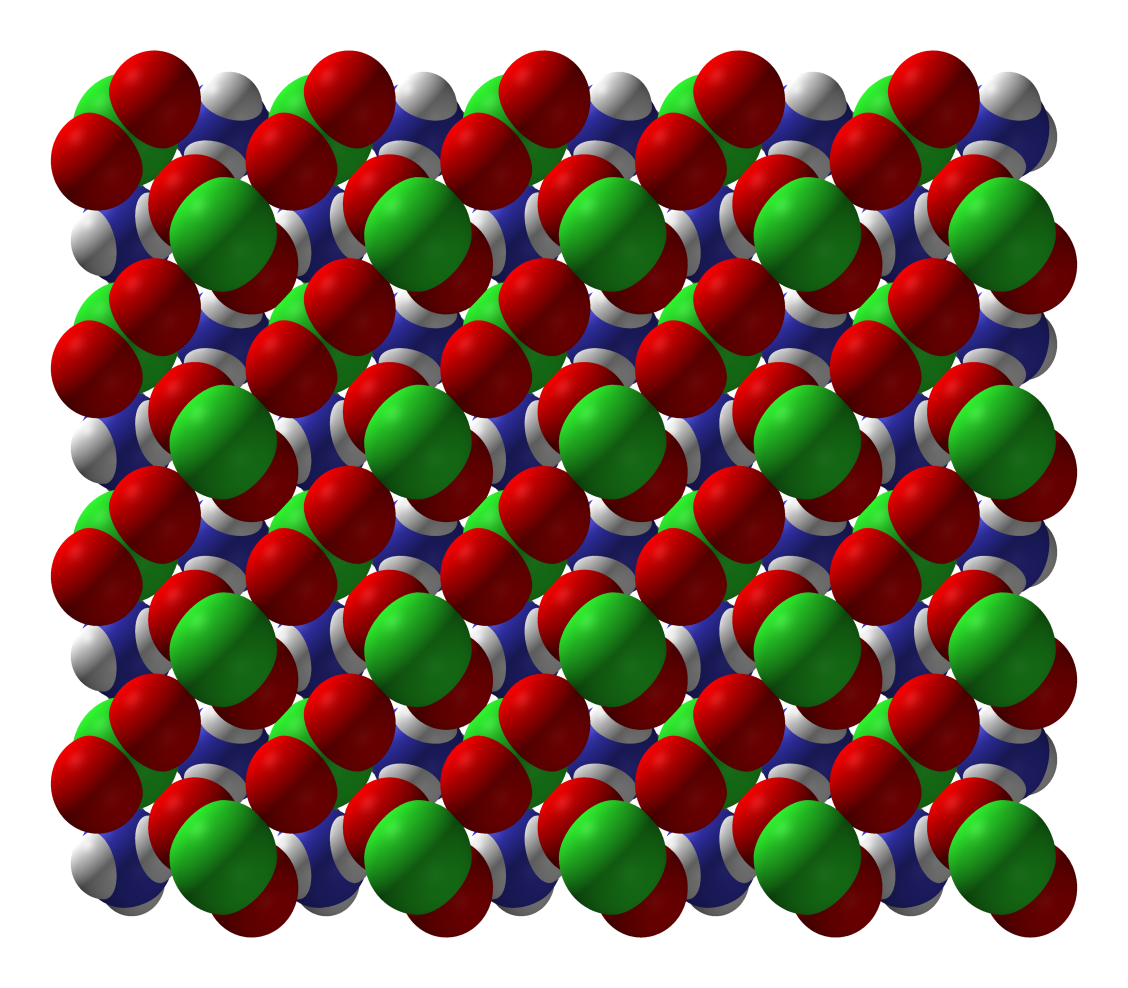
Structura cloritului de amoniu, NH_{4}ClO_{2}

| Ion        | Reacție în mediu acid                     | E° (V) | Reacție în mediu neutru/bazic       | E° (V) |
| ---------- | ----------------------------------------- | ------ | ----------------------------------- | ------ |
| Hipoclorit | H+ + HOCl + e− → 1/2 Cl2(g) + H2O         | 1,63   | ClO− + H2O + 2 e− → Cl− + 2 OH−     | 0,89   |
| Clorit     | 3 H+ + HOClO + 3 e− → 1/2 Cl2(g) + 2 H2O  | 1,64   | ClO− 2 + 2 H2O + 4 e− → Cl− + 4 OH− | 0,78   |
| Clorat     | 6 H+ + ClO− 3 + 5 e− → 1/2 Cl2(g) + 3 H2O | 1,47   | ClO− 3 + 3 H2O + 6 e− → Cl− + 6 OH− | 0,63   |
| Perclorat  | 8 H+ + ClO− 4 + 7 e− → 1/2 Cl2(g) + 4 H2O | 1,42   | ClO− 4 + 4 H2O + 8 e− → Cl− + 8 OH− | 0,56   |

## Utilizări

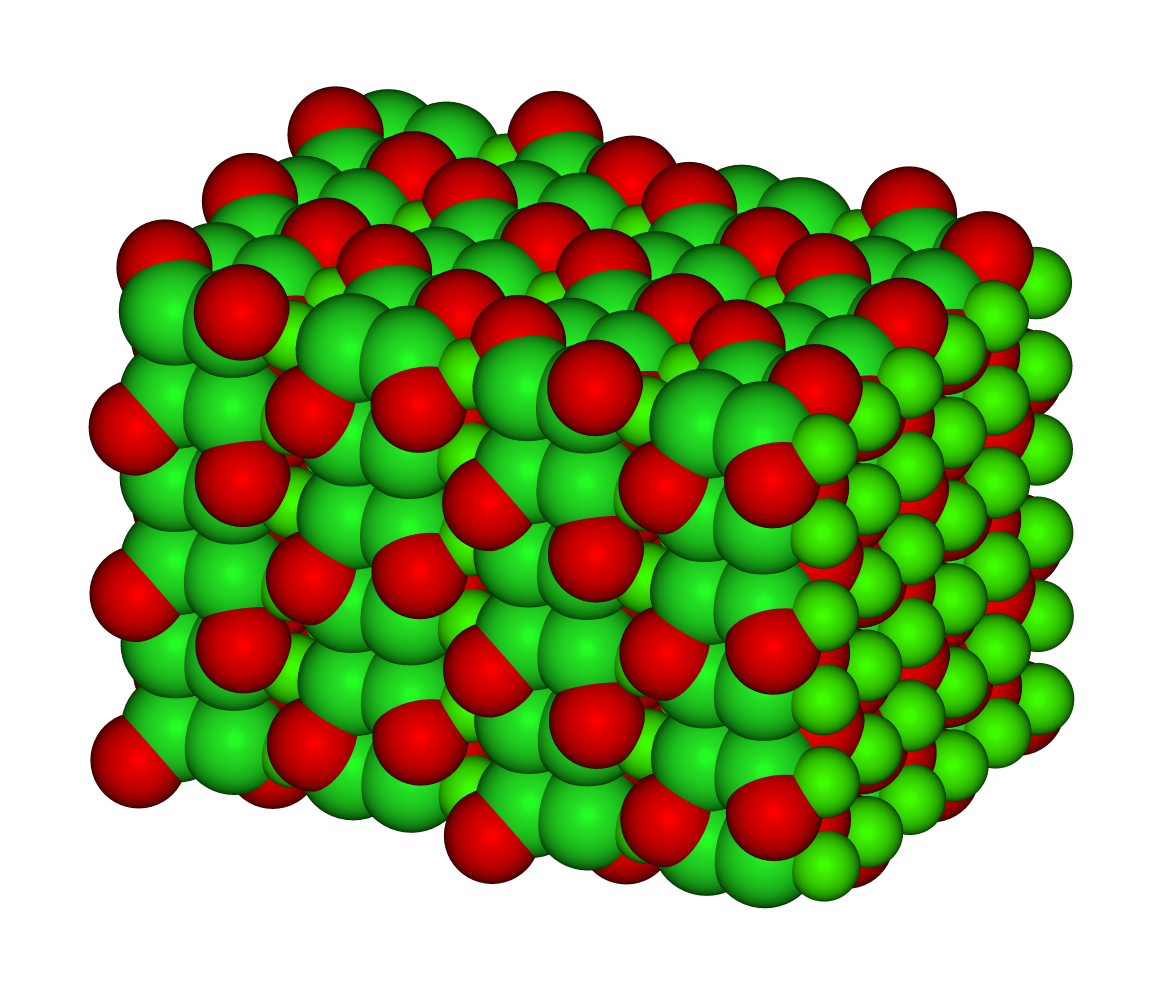
Structura cloritului de calciu, Ca(ClO_{2})_{2}

Cel mai important clorit este acela de sodiu  (NaClO2), cu aplicații în industra celulozei și hârtiei. De asemenea, în ciuda caracterului său puternic oxidant, se folosește adesea pentru a genera specii neutre de dioxid de clor  (ClO2), deobicei prin reducere cu acid clorhidric:
5 NaClO2 + 4 HCl → 5 NaCl + 4 ClO2 + 2 H2O

## Alți oxoanioni ai clorului
Alături de acidul clorhidric, sunt cunoscuți patru oxoanioni ai clorului: ClO− (hipoclorit, în care clorul prezintă starea de oxidare +1), ClO2−,(clorit, în care clorul prezintă starea de oxidare +3) ClO3− (clorat, în care clorul prezintă starea de oxidare +5) și ClO4− (perclorat, în care clorul prezintă starea de oxidare +7)

| Starea de oxidare a clorului | −1               | +1                   | +3               | +5               | +7                  |
| denumirea anionului          | clorură          | hipoclorit           | clorit           | clorat           | perclorat           |
| formulă                      | Cl−              | ClO−                 | ClO− 2           | ClO− 3           | ClO− 4              |
| structură                    | The chloride ion | The hypochlorite ion | The chlorite ion | The chlorate ion | The perchlorate ion |